# دوشانووو
دوشانووو (به صربی: Dušanovo) یک منطقهٔ مسکونی در صربستان است که در لسکواس واقع شده‌است. دوشانووو ۲۳۶ نفر جمعیت دارد.